# Julián Benjamín
Julián Benjamín (Buenos Aires, Argentina, 3 de febrero de 1965) es un músico y cantautor argentino de ascendencia alemana. Está radicado en España desde el año 2001.

## Comienzos
A pesar de haberse dedicado a tocar piano y teclados, su primer instrumento fue la guitarra. A los cinco años, en el colegio, conoce a Javier Calamaro. Su hermano, Andrés Calamaro, será el estímulo para tocar el piano y componer sus primeras canciones. En esos primeros años, con un viejo grabador Geloso, comienza a grabar de manera regular. También es la época de los primeros grupos y de los primeros conciertos.

## Instrucción cívica
Julián Benjamín y Kevin Johansen se conocen en la escuela primaria y muy pronto los une la pasión por la música. Al terminar la escuela forman un grupo llamado "Zaratustra" con la incorporación de los hermanos Roberto y Daniel Krause. Ese mismo año Julián conoce a Fernando Samalea y lo invita a formar parte de su proyecto experimental, la "Agítese antes de usar jazz rock & pop experimental band".
"Zaratustra" graba dos canciones y los hermanos Krause abandonan el proyecto luego de un accidentado concierto. Con el estudio reservado para grabar nuevas canciones Julián invita a Fernando Samalea a tomar parte de las mismas. El bajo es tocado por Gustavo Donés.
Con el contrato para grabar su primer disco se reincorpora Daniel Krause en bajo y la banda se completa con Fernando Samalea en batería, percusión y programación, Kevin Johansen en guitarras, voces y coros y Julián Benjamín en piano, teclados, voces y coros. Se unen, además, Alejandro Terán en clarinete  y Axel Krygier en flauta.
Instrucción Cívica grabó dos discos y formó parte de la primera camada de grupos argentinos de los ochenta en trascender sus fronteras con sus discos y conciertos masivos. La canción "Obediencia debida" sigue siendo un referente de aquellos años.

## Los Perros
Un amigo invita a Julián a un concierto de "Los Perros Calientes" donde conoce al uruguayo Gabriel Carámbula. Al poco tiempo Julián se incorpora a la banda y con la producción de Rinaldo Rafanelli registran su primer disco, donde Julián se hará cargo de los teclados y la percusión. A partir de ese momento participará en tres de los cuatro discos del grupo. El éxito del tercer disco «Perfume y dolor» con su hit «Bajo la rambla», llevan al grupo a una actividad incesante, con tres actuaciones por noche y la realización de un gran concierto en el Estadio Obras Sanitarias. Los Perros comenzarán a recorrer Argentina, Paraguay y Uruguay y serán grupo soporte de los Guns N' Roses en los dos conciertos que dieron en el Estadio River Plate en 1992. Al año siguiente Los Perros participan de parte de la gira de Fito Páez, que culmina con dos conciertos masivos en el estadio de Vélez Sarsfield a los que acuden cerca de 90.000 personas.

## Colaboraciones con otros artistas
- Julián ha colaborado en varios discos tocando o como coautor de canciones. Entre otros:
- Ha tocado piano y órgano y coproducido dos temas del disco "Solo Azul" de Verónica Verdier  de los cuales también es coautor.
- Piano y rhodes en el disco "Falsas promesas tontas" de  Proyecto Verona.
- Piano en "Lejos" del disco homónimo de La Chicana
- Piano en "Isso incluí você" del disco "Avalon" de Nei Van Soria
- Ha compuesto con Kevin Johansen "Chill out James" del disco "Sur o no sur".
- Ha participado del show promocional del disco "Frío" de Robi Draco Rosa en Buenos Aires.
- Ha tocado teclados en "Dukakis", el proyecto del exintegrante de "Los Rodríguez", Germán Vilella.
- Desde 2006 participa en diversos proyectos desarrollados en Asturias.

## Quemando las naves
Una serie de canciones compuestas durante sus años como tecladista son el punto de partida de Quemando las naves. Junto a Diego Otaño y Marcelo Vaccaro forma un grupo que se completa con Fernando Samalea en la batería y percusión.
El disco se registró de manera analógica, con un sonido "crudo" , casi en directo, y obtuvo muy buenas críticas por parte de la prensa argentina.

### Invitados
- Facundo Guevara en percusión.
- Kevin Johansen en coros.
- Norberto Minichilo en batería.
- Oscar Reyna en slide guitar.
- Veronica Verdier en coros.

### Temas
1. Quemando las naves
2. No te encuentro
3. Cargo tu cruz
4. Amor de gelatina
5. Alma desalumbrada
6. Megalomagnesio
7. Estemos juntos
8. Anestesia
9. Minisingle
10. Cadáver VIP
11. Clandestina
12. Jet de sangre

"Quemando las naves" en Spotify

## Liberación y dependencia
Ya radicado en Madrid, Julián comienza a tocar en diferentes proyectos a la vez que prepara "15 gramos de fama", el disco que había comenzado a ensayar en Buenos Aires. Un accidente en la mano lo obliga a dejar por un tiempo la actividad, tiempo que dedica a escuchar y clasificar cintas que contienen muchos años de grabaciones caseras. Surge entonces la idea de volver al pop de canciones simples. Debido al estilo y volumen de las canciones el proyecto se iba a llamar "Trilogía de pequeños ensayos pop", aunque eventualmente el título fue Liberación y dependencia y el subtítulo final fue "pequeño ensayo pop".
Descartada la idea de utilizar parte de esas grabaciones originales, Julián comienza a grabar las maquetas. Esas grabaciones, que continuará tras su mudanza a Oviedo, serán el punto de partida de Liberación y dependencia, el primer pequeño ensayo pop. En Buenos Aires el "Colo" Belmonte graba las baterías y la percusión. Participan también Kevin Johansen en guitarra y charango, Axel Krygier en acordeón, Fernando Samalea en percusión y Daniel Krause en bajo.
El disco se completa en Asturias con la participación de Rodrigo Sturm en guitarras y Antón Ceballos en bajo y, nuevamente en Buenos Aires, se mezcla y masteriza.

### Temas
1. Otro adiós
2. Oh mujer
3. Fuego
4. Infelicidad
5. Por no llorar
6. Tus ojos
7. Eso mal llamado corazón
8. Lo que te queda
9. Liberación y dependencia
10. Libertad
11. Papá

"Liberación y dependencia" en Spotify

## Discografía
Instrucción Cívica
- Obediencia debida
- Instrucción Cívica

Julián Benjamín
- Quemando las naves
- Liberación y Dependencia